# Andreas Legath

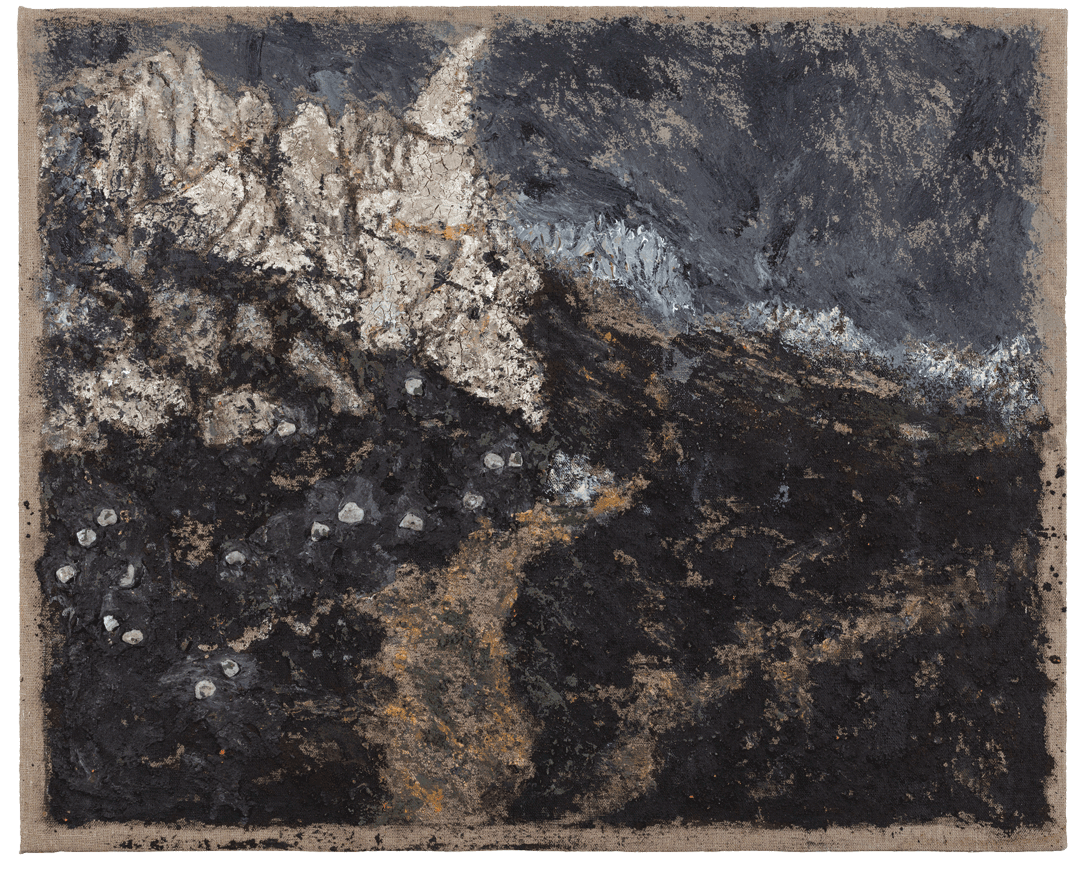
Abgebrannt, 2020, Öl auf Leinen, 77 × 80 cm

Andreas Legath (* 20. August 1961 in Kolbermoor) ist ein zeitgenössischer deutscher Maler und Bühnenbildner. Er lebt und arbeitet in Bad Aibling.

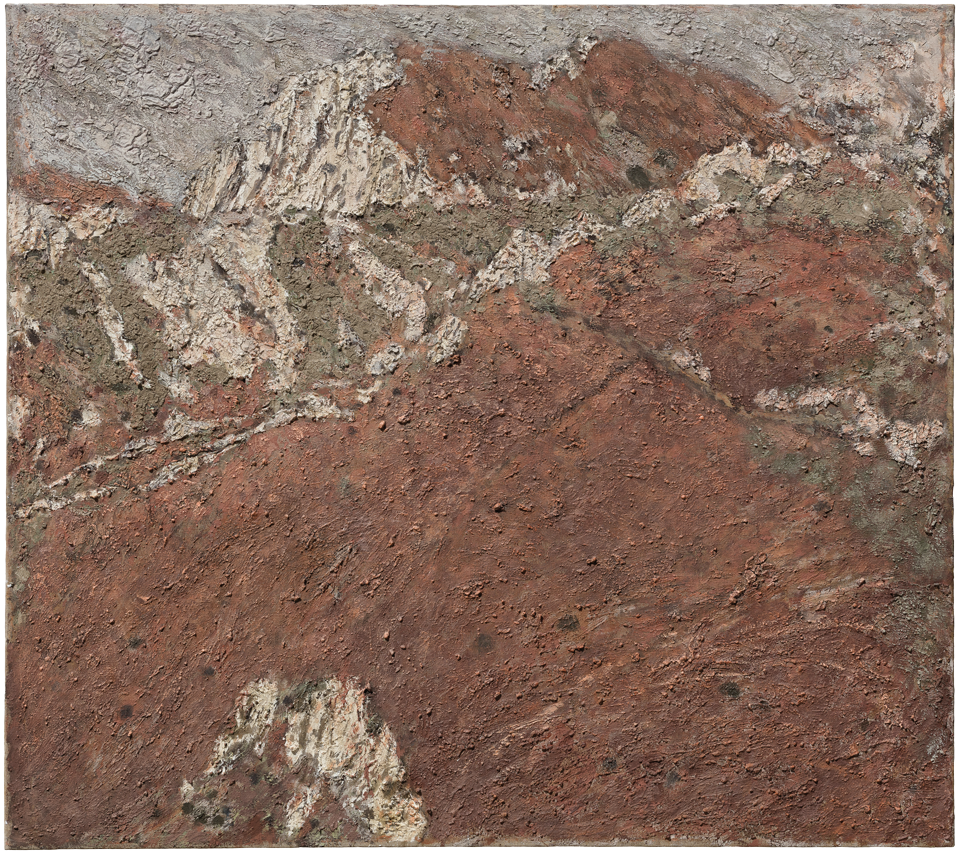
Andreas Legath Pisticci, 2021, Acryl auf Leinen, 160 × 180 cm

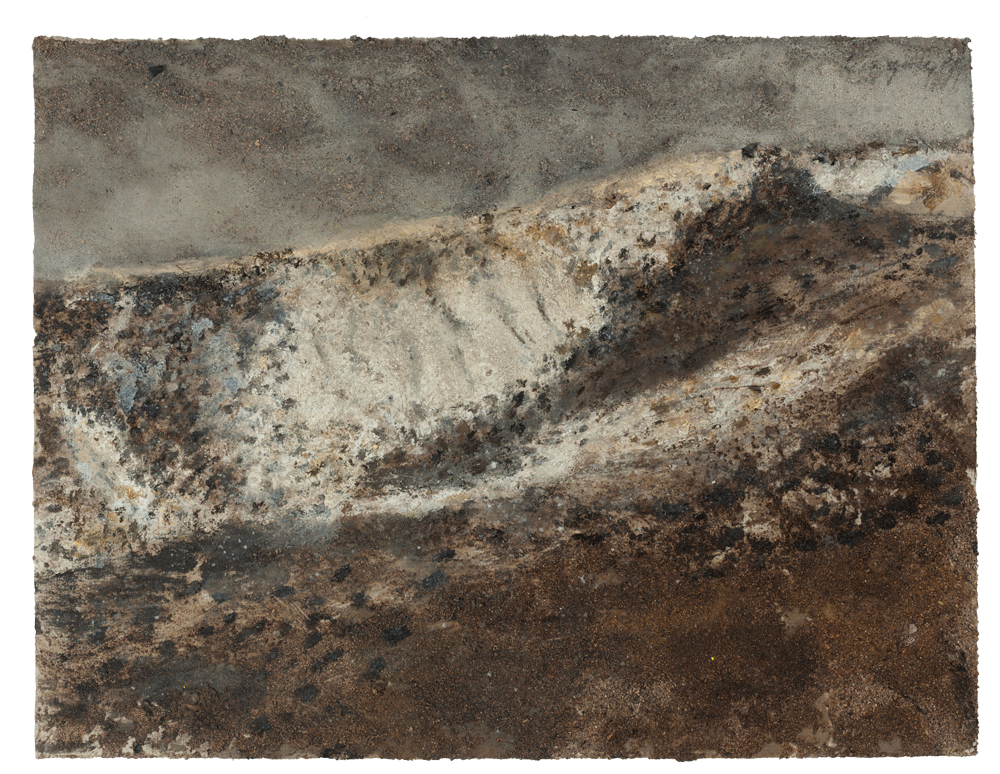
Riesi, 2014, Basalt, Asche und Öl auf Papier, 24 × 31 cm

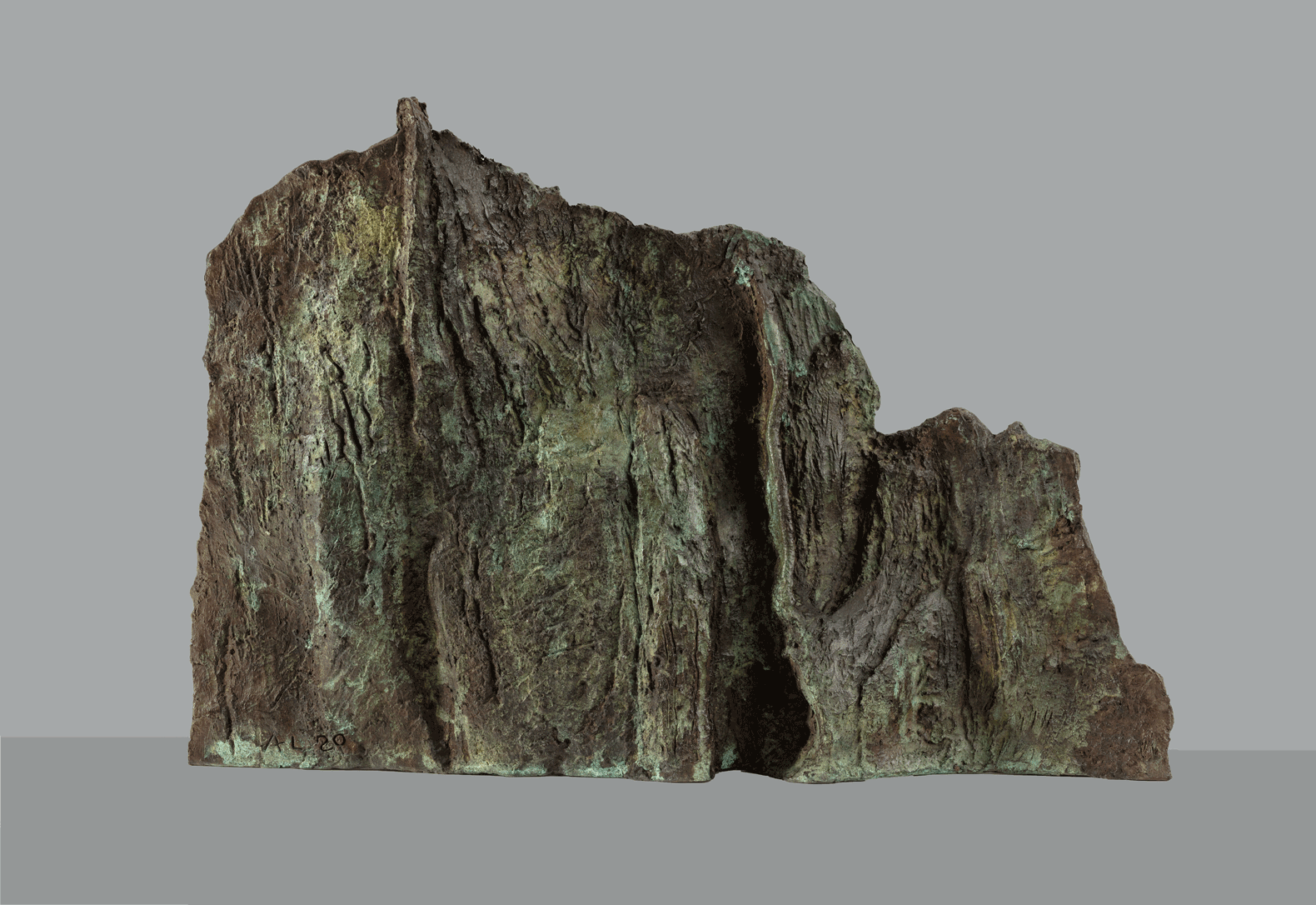
Bronze, 2021, 26 × 54 × 11 cm

## Leben
Andreas Legath studierte Malerei an der Akademie der Bildenden Künste München bei Rudi Tröger und Bühnenbild bei Ekkehard Grübler. Er wurde mit dem Kunstpreis der Stadt Wasserburg am Inn und dem Förderpreis der Stadt Rosenheim ausgezeichnet.
Der Maler ist Mitglied der Münchner Künstlervereinigung Münchner Secession.

## Künstlerisches Schaffen
Andreas Legath legt seiner Malerei mediterrane Landschaftsstrukturen zu Grunde. In zeichnerischen und fotografischen Festhaltungen hat er über Jahrzehnte den Fundus seiner Bildwelt begründet: Terrassierungen, Erosionsfurchen und Rasterungen ergeben die vom Maler gesuchten Strukturen und werden in großflächigen Leinwandbildern einem haptischen Prozess des Schichtens beziehungsreicher Materialien originärer Herkunft unterworfen. Legaths Farbkosmos wird aus der erdigen Harmonie des Südens gespeist. Seine Oberflächen sind oft Ausgrabungen nahe, deren Glanz von einst noch erahnbar durch die Oberfläche schimmert. In der farblichen Beschränkung liegt gleichzeitig die Differenzierung und damit der subtile Reichtum der Palette des Malers.
Auch die auf dünnen handgeschöpften Papieren gefertigten Arbeiten weisen einen „kraterhaften“ Unterbau auf, dessen Farbigkeit verwittert und gebrochen wirkt. So entstehen Strukturen, in denen sich das Spiel von Licht und Schatten des Südens wiederfindet.
Auch mit dem Medium der Druckgrafik, insbesondere der Radierung, verwirklicht der Künstler mit tiefen Ätzungen oder mit kraftvollem Zugriff der Kaltnadel seine Vorstellung, die Abstraktion und realistische Darstellung nicht als Gegensatz betrachtet und in dieser Polarität zu einer neuen Sicht landschaftlichen Bilddenkens führt.

## Ausstellungen / Auswahl
- Kunstverein Bad Aibling
- Städtische Galerie und Kunstraum Klosterkirche Traunstein
- Ottogalerie Silvaplana, Schweiz
- Kunst Wien, Österreichisches Museum für Angewandte Kunst
- Galerie Malaval Lyon, Frankreich
- Stift Dürnstein Wachau
- Internationale Grafiktriennale Frechen
- Städtische Galerie Rosenheim
- Galerie Seifert-Binder München
- Casa Vanvitelliana Neapel, Italien
- Galerie Villa Maria Bad Aibling
- Städtische Galerie Lienz, Österreich
- Galerie Samuelis Baumgarte Bielefeld
- Galerie Hametner Burgenland, Österreich
- Galerie der Bayerischen Landesbank München
- Kunstverein Landshut
- Galerie Arthouse Alber Bregenz, Österreich
- Galerie Annamarie M. Andersen Zürich, Schweiz
- Ragenhaus Bruneck, Italien
- Kunstverein Erlangen
- Galerie im Lebzelterhaus Vöcklabruck, Österreich
- Pasinger Fabrik München
- Galerie im Ganserhaus Wasserburg
- artbodensee, Dornbirn
- Galerie und Museum Bruckmühl
- Galerie Marlies Hanstein, Saarbrücken
- Galerie Jutta Radicke, Bonn
- Galerie Benzenberg, Tutzing
- Liebenweinturm Burghausen
- Neuhauser Kunstmühle Salzburg, Österreich
- Beteiligung an der Art Karlsruhe und AAF Amsterdam
- Galerie Christian Pixis, München
- Galerie Annamarie M. Andersen, Zürich, Ausstellung mit Zoran Music
- Reiffenstuelhaus, Pfarrkirchen

Regelmäßige Teilnahme an den Großen Kunstausstellungen im Haus der Kunst, München
und den Kunstausstellungen des Arbeitskreises 68, Wasserburg

## Werke in öffentlichen Sammlungen / Auswahl
- Sammlung Museum Würth, Künzelsau
- Bayerische Staatsgemäldesammlung, München
- Bayerischer Landtag, München
- Staatliche Graphische Sammlung, München
- Sammlung Münchener Secession
- Kunstmuseum Erlangen
- Sammlung der Stadt Rosenheim
- Stadt Traunstein
- Stadt Pfarrkirchen
- Sparkasse Bad Aibling
- Stadt Lienz, Österreich
- Museum Bruckmühl
- Caritasheim St. Franziskus, Kolbermoor
- Stadt Burghausen u. a.